# Ново Село Перјасичко
Ново Село Перјасичко је насељено мјесто у општини Бариловић, на Кордуну, у Карловачкој жупанији, Република Хрватска.

## Историја
Ново Село Перјасичко се од распада Југославије до августа 1995. године налазило у Републици Српској Крајини. До територијалне реорганизације у Хрватској насеље се налазило у саставу бивше општине Дуга Реса.

## Становништво
Према попису становништва из 2011. године, насеље Ново Село Перјасичко је имало 1 становника.
| Националност       | 1991. | 1981. | 1971. | 1961. |
| Срби               | 15    | 30    | 45    | 66    |
| остали и непознато |       |       |       |       |
| Укупно             | 15    | 30    | 45    | 66    |

| Демографија | Демографија | Демографија |
| Година      | Становника  | Становника  |
| ----------- | ----------- | ----------- |
| 1961.       | 66          |             |
| 1971.       | 45          |             |
| 1981.       | 30          |             |
| 1991.       | 15          |             |
| 2001.       | 2           |             |
| 2011.       |             | 1           |